# Línia evolutiva de Cherubi
Aquesta línia evolutiva de Pokémon inclou Cherubi i Cherrim.

## Cherubi
Cherubi és una de les espècies que apareixen a la franquícia Pokémon, una sèrie de videojocs, anime, mangues, llibres, cartes col·leccionables i altres mitjans que va ser inventada per Satoshi Tajiri i ha generat milers de milions de dòlars en beneficis per a Nintendo i Game Freak. És de tipus planta. Evoluciona a Cherrim.

## Cherrim
Cherrim és una de les espècies que apareixen a la franquícia Pokémon, una sèrie de videojocs, anime, mangues, llibres, cartes col·leccionables i altres mitjans que va ser inventada per Satoshi Tajiri i ha generat milers de milions de dòlars en beneficis per a Nintendo i Game Freak. És de tipus planta. Evoluciona de Cherubi.Quan és exposat a la llum solar canvia de forma i ensenya els pètals.